# Disputa tra sacerdozio e Impero

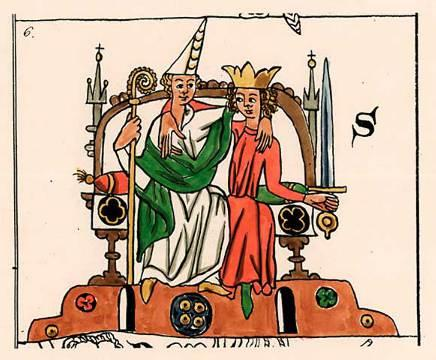
Immagine dal Sachsenspiegel di Heidelberg, che raffigura il potere sacerdotale e regale simboleggiati rispettivamente dal Papa (con indosso mitra e pastorale), e dall'Imperatore (che porta una spada e una corona).

La disputa tra sacerdozio e impero è stato un conflitto tra potere temporale, rappresentato dall'imperatore del Sacro Romano Impero, e la chiesa cristiana occidentale, che si ebbe tra la fine XII secolo con il regno di Federico Barbarossa e la prima metà del XIII secolo.

## Storia della contesa
Dalla conversione dell'imperatore romano Costantino I al cristianesimo nel IV secolo, si dovette affrontare il problema del rapporto tra potere temporale e potere spirituale: si trattava di stabilire se a governare in nome di Dio fosse l'imperatore o il Papa. 
L'estinzione  del potere imperiale consentì inizialmente al pontefice di affermare la sua indipendenza, ma, dal 962, l'imperatore del Sacro Romano Impero prese il controllo dell'elezione papale e il diritto di nominare i vescovi dell'Impero, affermando la preminenza del suo potere su quello della Chiesa. Ciò, tuttavia, provocò una reazione da parte degli ecclesiastici che sfociò nella riforma dell'XI secolo, talvolta conosciuta anche con il nome di "Riforma gregoriana". Questo movimento riformatore ebbe inizio intorno alla metà dell'XI secolo quando, nel 1059, papa Nicola II sottrasse l'elezione del papa riservandola esclusivamente al collegio cardinalizio, grazie alla bolla pontificia Decretum in electione papae. 
Successivamente, nel 1075, papa Gregorio VII affermò nel dictatus papae che il pontefice fosse l'unico ad avere un potere universale, superiore a quello dei sovrani, vietando al sovrano le nomine episcopali. Iniziò quindi una feroce lotta tra il papato e l'imperatore che gli storici hanno definito come la "lotta per le investiture". L'episodio più famoso connesso a tali eventi fu la scomunica dell'imperatore Enrico IV di Franconia e la sua penitenza a Canossa per ottenere il perdono pontificio.
Il conflitto si concluse con un compromesso raggiunto nel 1122 in seguito al Concordato di Worms con cui l'imperatore accettò di rinunciare alla nomina dei vescovi, riservandosi di conferire ai prelati l'investitura temporale. Questo compromesso segnò la sconfitta dell'Impero.
La disputa riprese tuttavia sotto il regno di Federico Barbarossa e in quello del nipote Federico II di Svevia. Da tale conflitto, il Sacro Romano Impero ne uscì molto indebolito. Tuttavia, il papato non riuscì più ad imporre la sua visione di una teocrazia mondiale.